# Objeto do céu profundo

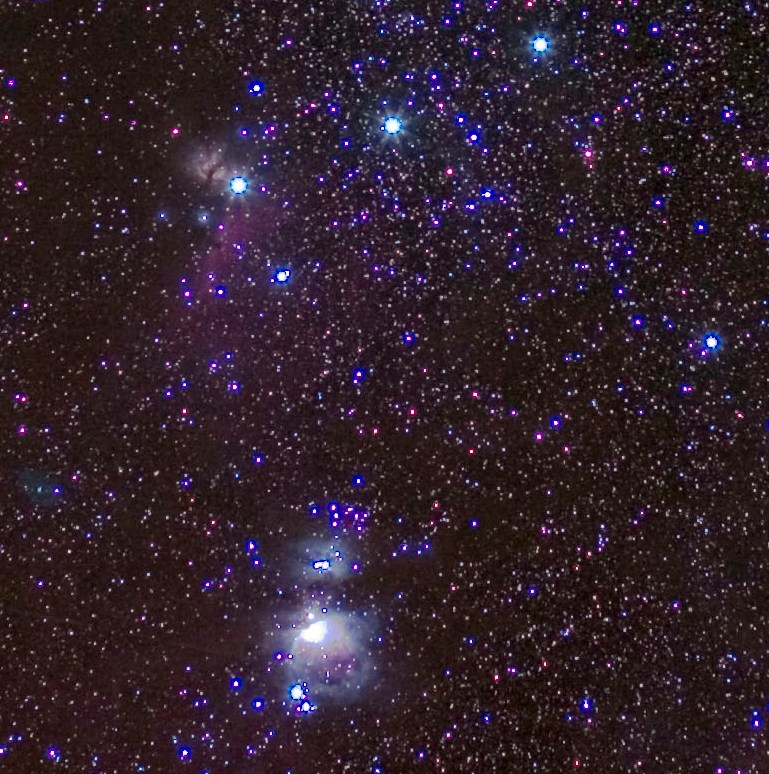
Várias nebulosas na constelação de Órion comumente chamadas de objetos do céu profundo

Um objeto do céu profundo (OCP) é qualquer objeto astronômico que não seja uma estrela individual ou objeto do Sistema Solar (como Sol, Lua, planeta, cometa, etc.). A classificação é usada na maior parte por astrônomos amadores para denotar visualmente observados a olho nu e objetos telescópicos, como aglomerados de estrelas, nebulosas e galáxias. Esta distinção é prática e técnica, implicando uma variedade de instrumentos e técnicas adequadas à observação, e não distingue a natureza do objeto em si.

## Origens e classificação
A classificação de objetos astronômicos não estelares começou logo após a invenção do telescópio. Uma das primeiras listas abrangentes foi o catálogo Messier de 1774 de Charles Messier, que incluía 103 "nebulosas" e outros objetos difusos e tênues que ele considerava um incômodo, pois podiam ser confundidos com cometas, os objetos que ele estava realmente procurando. À medida que os telescópios melhoravam, essas nebulosas fracas seriam divididas em classificações científicas mais descritivas, como nuvens interestelares, aglomerados de estrelas e galáxias.
"Objeto de céu profundo", como classificação astronômica para esses objetos, tem suas origens no campo moderno da astronomia amadora. A origem do termo é desconhecida, mas foi popularizado pela coluna "Deep-Sky Wonders" da revista Sky & Telescope magazine's "Deep-Sky Wonders", que estreou em sua primeira edição em 1941. As colunas de Houston, e posteriores compilações de livros dessas colunas, ajudaram a popularizar o termo, cada mês dando ao leitor uma visita guiada a uma pequena parte do céu destacando objetos conhecidos e menos conhecidos para binóculos e pequenos telescópios.